# SH-08A
docomo STYLE series SH-08A（ドコモ スタイル シリーズ エスエイチ ゼロ はち エー）は、シャープによって開発された、NTTドコモの第三世代携帯電話（FOMA）端末である。docomo STYLE seriesの端末。

## 概要
2009年夏モデルとしてSH-05Aをベースに、太陽光発電用のソーラーパネルを背面に載せたモデル。シャープは、auとソフトバンクモバイルにもソーラーパネル搭載携帯電話をすでに導入しているが、ドコモ向けとして初である。他社向けと同様、背面を太陽光に約10分間に向けると、約1分間の通話及び3時間の待ちうけが可能な充電能力がある。
ソーラー充電中に本体が一定温度より高くなると画面中のメッセージ・アイコンやLED、警告音で通知する。
IPX5／IPX7等級3の防水性能があり、プールサイドやバスルームでワンセグの視聴が利用可能となる。
カラーバリエーションは3色。メインカラーは携帯電話としては珍しく、緑系の色である。SH-05Aよりも最薄部で約2ミリメートル（mm）厚くなり、17グラム（g）重くなった。背面ディスプレイはSH-05Aと同じ仕様であるが、位置が端末先端中央部に横向きに搭載されており、左右対称の背面デザインになっている。表面はクリスタルカットという太陽をイメージしたという菱形のさりげない凹凸がある。
メインカメラには、すでに発売されている同社のドコモ向け2009年夏モデル同様、シャープ独自の画像エンジンのProPixを採用した、800万画素CCDカメラを搭載。ISO12800相当の高感度撮影に対応している。広角29 mmのワイド撮影や、動き回るペットや子供もなども撮影できるチェイスフォーカス、明るさ補正や逆光補正機能、最大5人までの顔を検出するオートフォーカス、笑顔フォーカスシャッター、振り向きシャッター」も搭載されている。 また撮影時の手ブレを抑える「6軸手ブレ補正」と被写体を自動的に検出し被写体のブレを抑える「動き検出被写体ブレ補正」を搭載している。
サブカメラも他の夏モデル同様、43万画素CMOSを搭載している。
サービス面では、新たにiアプリオンライン、iコンシェル、iウィジェット等に対応している。また2in1のBモードへのメール着信、iモードブラウザの高機能化、電池マークの詳細表示にも対応している。SH-05Aと同様、BluetoothとGSMローミングには非対応。
シャープ製のブルーレイディスクレコーダー（AQUOSブルーレイ BD-HDW40/35/32）をUSB接続ケーブル接続することで、（640×360ドット/30fps）で録画した番組をレコーダーからSH-08Aに転送できる（ただし、前述のAQUOSブルーレイ対応機種において、デジタル放送のダウンロードサービスを利用して実施の仕様追加のアップデートが必要）。
そのほかの機能として、Virtual 5.1ch対応「ドルビーモバイル」、名刺リーダーで読み込んだデータを会社名別に表示できる「電話帳会社名検索」、メール返信アシスト辞書、音声入力メール、地図アプリをワンタッチで起動できる「MAPキー」などが搭載されている。
| 主な対応サービス                   | 主な対応サービス                                                    | 主な対応サービス                       | 主な対応サービス                                 |
| ---------------------------------- | ------------------------------------------------------------------- | -------------------------------------- | ------------------------------------------------ |
| タッチパネル                       | FOMAハイスピード7.2Mbps                                             | Bluetooth                              | DCMX／おサイフケータイ                           |
| iアプリオンライン／地図アプリ      | 直感ゲーム／メガiアプリ                                             | iウィジェット                          | マチキャラ／iコンシェル                          |
| ホームU／ポケットU                 | GPS／ケータイお探し                                                 | デコメール／デコメ絵文字／デコメアニメ | iチャネル                                        |
| 着もじ／プッシュトーク             | テレビ電話／キャラ電                                                | 電話帳お預かりサービス                 | フルブラウザ                                     |
| おまかせロック／バイオ認証         | 外部メモリーへiモードコンテンツ移行／ユーザーデータ一括バックアップ | トルカ                                 | iC通信／iCお引越しサービス                       |
| きせかえツール／ダイレクトメニュー | バーコードリーダ／名刺リーダ                                        | 2in1                                   | エリアメール／ソフトウェアーアップデート自動更新 |
| GSM/3Gローミング（WORLD WING）     | 着うたフル／うた・ホーダイ                                          | Music&Videoチャネル／ビデオクリップ    | デジタルオーディオプレーヤー(WMA)(AAC)           |

## プリインストールiアプリ
以下のiアプリが購入時に端末にプリインストールされている。
| アプリ名                    | 概要                                                                                            |
| --------------------------- | ----------------------------------------------------------------------------------------------- |
| ネット辞典                  | 英和辞書、国語辞書をネット上で検索できるアプリ                                                  |
| ファミリンクリモコン        | AQUOSやAQUOSハイビジョンレコーダーなどにて搭載している連携機能                                  |
| iアバターメーカー           | iアバターを作成するアプリ                                                                       |
| SH-MODE INFO                | ウィジェット上でSH-MODEの最新情報が確認できる                                                   |
| モバイルGoogleマップ        | Googleマップのアプリ。GPSを使った道案内、経路検索、衛星写真、ストリートビューなどを利用できる   |
| 地図アプリ                  | GPS機能を利用して、目的地を検索したり、乗り換え案内を駆使した、交通手段によるルートを表示が可能 |
| 日英しゃべって翻訳SH        | マイクに向かって主に旅行で使われる日本語、英語を話すだけで翻訳した文章を画面に表示する          |
| Gガイド番組表リモコン       | テレビ番組表とAVリモコン機能が1つになったアプリ                                                 |
| iD設定アプリ                | おさいふケータイクレジット決済サービスiDの設定アプリ                                            |
| DCMXクレジットアプリ        | NTTドコモが提供するおさいふケータイクレジットDCMXの設定アプリ                                   |
| FOMA通信環境確認アプリ      | FOMAハイスピードエリアを利用できるかを確認することができるiアプリ                               |
| モバイルSuica登録用iアプリ  | モバイルSuica契約用のiアプリ                                                                    |
| iアプリバンキング           | モバイルバンキングを簡単に利用するためのアプリ                                                  |
| マクドナルド トクするアプリ | 日本マクドナルドのかざすクーポンなどを利用するためのアプリ                                      |
| 楽オクアプリ                | 楽天オークション用のアプリ                                                                      |
| Start! iウィジェット        | iウィジェットの使い方をムービーで見ることができるiアプリ                                        |
| ROID ウィジェット           | モバイルサイト「ROID」の更新情報などを通知してくれるウィジェット                                |
| iWウォッチ                  | iウィジェット画面でグラフィカルに時計や電池残量を確認することができるアプリ                     |
| 株価アプリ                  | 指定銘柄の株価情報を表示するアプリ                                                              |
| Google モバイル             | Google検索機能が利用できるアプリ                                                                |

## 歴史
- 2009年X月X日 - 電気通信端末機器審査協会（JATE）通過。
- 2009年7月15日 - ドコモから発表。
- 2009年9月11日 - 発売開始。

## 不具合
2009年10月29日に以下の変更と不具合の修正がソフトウェアの更新でなされた。
- iモードブラウザの一部機能（JavaScript）を再有効化
- iモードメニューが起動できなくなる場合がある